# Baminas
Baminas es una localidad del municipio de Chilón ubicado en la región Tulijá Tseltal-Chol del estado mexicano de Chiapas.

## Geografía
La localidad se ubica a 16.8 kilómetros (en dirección este) de la localidad de Chilón, la cabecera y lugar más poblado del municipio. Se sitúa en las coordenadas geográficas 17°03′43″N 92°07′08″O / 17.061944, -92.118889, a una elevación de 1,179 metros sobre el nivel del mar.

## Demografía
Según el Conteo de Población y Vivienda 2020, efectuado por el Instituto Nacional de Estadística y Geografía, la localidad de Baminas tiene 311 habitantes, de los cuales 149 son del sexo masculino y 162 del sexo femenino. Su tasa de fecundidad es de 2.54 hijos por mujer y tiene 55 viviendas particulares habitadas.
| Gráfica de evolución demográfica de Baminas entre 1970 y 2020 |
|                                                               |
| INEGI.                                                        |